# Schweina
Schweina là một đô thị trong huyện Wartburg ở bang Thüringen, Đức. Đô thị này có diện tích 16,4 km².